# Kiabaha
Kiabaha (Kiaboha, Kiahoba, Kioboba, Niabaha), pleme američkih Indijanaca poznati tek izvora koji potječu od La Salle, po kojem su u kasnom 17. stoljeću živjeli sjeverno ili sjeveroistočno od zaljeva Matagorda u Teksasu, možda u blizini rijeke Brazos. Kiabahe se ne sdmiju brkati s plemenom Kabaye, koji su očigledno bili posebna skupina. Prema svome lokalitetu Hodge ih nabraja među plemena koja su živjela na Karankawa teritoriju.